# 興泰里 (臺灣)
興泰里為台灣台北市文山區轄下的一里。

## 里界
- 東至：至辛亥路四段與興昌里及興光里相望
- 西至：以興隆路二段275巷與興旺里為鄰
- 南至：以興隆路二段與興業里相接
- 北至：以辛亥隧道山區與大安區毗鄰

## 歷史沿革
- 民國70年（1981年）行政區域調整將本里劃出，成立興泰里，屬台北市景美區。
- 民國79年（1990年）台北市行政區域調整併為文山區，仍沿用「興泰里」迄今。
- 民國89年（2000年）台北市政府開始於市轄區之下設置次分區，此里屬於文山區興隆次分區之一里。